# Lista över Huset Hohenzollern
Detta är en lista över Huset Hohenzollern.

## Äldre linjen av huset Hohenzollern
- Burkhard I av Zollern (d. 1061)
- Fredrik I av Zollern (d. 1125)
- Fredrik II av Zollern (d. 1143)
- Fredrik III av Zollern (d. 1204, från 1192 borggreve Fredrik I av Nürnberg; se nedan)

## Huset Hohenzollern i Schwaben

### Grevar av Zollern/Hohenzollern
- Fredrik IV av Zollern (1204-27), son till Fredrik III av Zollern
- Fredrik med lejonet (1226-51)
- Fredrik den lysande (1251-89)
- Fredrik Riddaren (1289-1309)
- Fredrik Påskdag (1309-1333)
- Fredrik Gamle Svartgreven (1333-77)
- Fredrik svartgreven (1377-1401)
- Fredrik Öttingern (1401-1426)
- Eitel Fredrik I av Hohenzollern (1426-39)
- Jost Nikolaus I av Hohenzollern (1439-88)
- Eitel Fredrik II av Hohenzollern (1488-1512)
- Eitel Fredrik III av Hohenzollern (1512-25)
- Karl I av Hohenzollern (1525-75)

### Furstar av Hohenzollern-Hechingen
- Eitel Fredrik IV av Hechingen (1576-1605), son till Karl I av Hohenzollern
- Johan Georg av Hechingen (1605-23)
- Eitel Fredrik V av Hechingen (1623-61)
- Filip Kristoffer Fredrik av Hechingen (1661-71)
- Fredrik Vilhelm av Hechingen (1671-1735)
- Fredrik Ludvig av Hechingen (1735-50)
- Josef Fredrik Vilhelm av Hechingen (1750-98)
- Hermann av Hechingen (1798-1810)
- Fredrik av Hechingen (1810-38)
- Konstantin av Hechingen (1838-69)

### Furstar av Hohenzollern-Sigmaringen
- Karl II av Hohenzollern-Sigmaringen (1576-1606), son till Karl I av Hohenzollern
- Johan av Hohenzollern-Sigmaringen (1606-38)
- Meinrad I av Hohenzollern-Sigmaringen (1638-81)
- Maximilian av Hohenzollern-Sigmaringen (1682-89)
- Meinrad II av Hohenzollern-Sigmaringen (1689-1715)
- Joseph Frans Ernst av Hohenzollern-Sigmaringen (1715-69)
- Karl Fredrik av Hohenzollern-Sigmaringen (1769-85)
- Anton av Hohenzollern-Sigmaringen (1785-1831)
- Karl av Hohenzollern-Sigmaringen (1831-48)
- Karl Anton av Hohenzollern-Sigmaringen 1848-85), far till kung Karl I av Rumänien
- Leopold av Hohenzollern-Sigmaringen (1885-1905)
- Wilhelm av Hohenzollern-Sigmaringen (1905-27)
- Fredrik av Hohenzollern-Sigmaringen (1927-65)
- Fredrik Wilhelm av Hohenzollern-Sigmaringen (1965- )
- Johann Georg av Hohenzollern-Sigmaringen (1932-2016), var gift med prinsessan Birgitta av Sverige

### Furstar av Hohenzollern-Haigerloch
- Christoph av Haigerloch (1575-1601), son till Karl I av Hohenzollern
- Johan Christoph av Haigerloch (1601-23)
- Johan III av Haigerloch (1601-30)
- Frans Anton av Haigerloch (1681-1702)
- Ferdinand Anton av Haigerloch (1702-50)
- Frans Christoph Anton av Haigerloch (1750-67)

## Huset Hohenzollern i Franken och Schlesien

### Borggrevar av Nürnberg
- Fredrik I = Fredrik III av Zollern ovan (1192-1204)
- Fredrik II (1204-1218), även greve av Zollern som Fredrik IV av Zollern
- Konrad III "den fromme" (1218-c:a 1261/62), son till Fredrik I av Nürnberg
- Fredrik III (1262-1297)
- Johan I (1297-1300)
- Fredrik IV (1300-1332)
- Johan II (1332-1357)
- Fredrik V (1357-1397)
- Johan III (1397-1420)
- Fredrik VI, blev även kurfurste av Brandenburg som Fredrik I av Brandenburg. Efter dennes död delades de frankiska besittningarna mellan Brandenburg-Ansbach och Brandenburg-Kulmbach och borggrevetiteln blev enbart nominell.

### Markgrevar av Brandenburg-Ansbach
- Albrekt Akilles av Brandenburg (1471-86), även kurfurste av Brandenburg, son till Fredrik I av Brandenburg
- Fredrik II av Brandenburg-Ansbach (1486-1515)
- Georg av Brandenburg-Ansbach (1515-43)
- Georg Fredrik I av Brandenburg-Ansbach (1543-1603)
- Joakim Ernst av Brandenburg-Ansbach (1603-25), son till kurfurst Johan Georg av Brandenburg
- Fredrik III av Brandenburg-Ansbach (1625-34)
- Albrekt II av Brandenburg-Ansbach (1634-67), yngre son till Joakim Ernst
- Johan Fredrik av Brandenburg-Ansbach (1667-86)
- Kristian Albrekt av Brandenburg-Ansbach (1686-92)
- Georg Fredrik II av Brandenburg-Ansbach (1692-1703)
- Vilhelm Fredrik av Brandenburg-Ansbach (1703-23)
- Karl Vilhelm Fredrik av Brandenburg-Ansbach (1723-57)
- Karl Alexander av Brandenburg-Ansbach (1757-91), även markgreve av Brandenburg-Bayreuth från 1769

### Markgrevar av Brandenburg-Kulmbach (Bayreuth)
- Johan III av Nürnberg (1398-1420) son till Fredrik V av Brandenburg
- Fredrik VI av Nürnberg (1420-40), även kurfurste av Brandenburg
- Johan av Brandenburg-Kulmbach (1440-57), "Johan Alkemisten"
- Albrekt Akilles av Brandenburg (1457-86), även kurfurste av Brandenburg
- Siegmund av Brandenburg-Kulmbach (1486-95)
- Fredrik II (1495-1515)
- Kasimir av Brandenburg-Kulmbach  (1515-27)
- Albrekt Alcibiades av Brandenburg-Kulmbach (1527-54) med förmyndaren
  - Markgreve Georg av Brandenburg-Ansbach (1527-41), farbror till Albrekt Alcibiades
- Georg Fredrik av Brandenburg-Ansbach (1557-1603), kusin till Albrekt Alcibiades
- Kristian av Brandenburg-Bayreuth, son till kurfurst Johan Georg av Brandenburg
- Kristian Ernst av Brandenburg-Bayreuth
- Georg Vilhelm av Brandenburg-Bayreuth
- Georg Fredrik Karl av Brandenburg-Bayreuth, sonsons son till Kristian av Brandenburg-Bayreuth
- Fredrik III av Brandenburg-Bayreuth
- Fredrik Kristian av Brandenburg-Bayreuth
- Karl Alexander av Brandenburg-Ansbach-Bayreuth, redan markgreve av Brandenburg-Ansbach sedan 1757

### Hertigar av Jägerndorf (Krnov)
- Georg av Brandenburg-Ansbach (1523–1543), även markgreve av Brandenburg-Ansbach
- Georg Fredrik I av Brandenburg-Ansbach (1543–1603)
- Kurfurst Joakim Fredrik av Brandenburg (1603–1606), son till kurfurst Johan Georg av Brandenburg
- Johan Georg av Brandenburg-Jägerndorf (1606–1623)

## Huset Hohenzollern i Brandenburg och Preussen

### Kurfurstar och markgrevar av Brandenburg
Den brandenburgsk-preussiska linjen av huset Hohenzollern uppkom då den siste borggreven av Nürnberg, Fredrik VI av Nürnberg, förlänades med kurfurstendömet Brandenburg av Sigismund av Ungern 1415.
- Fredrik I av Brandenburg (1415-1440; tidigare borggreve Fredrik VI av Nürnberg)
- Fredrik II av Brandenburg (1440-71), son till Fredrik I
- Albrekt Akilles av Brandenburg (1471-86), son till Fredrik I
- Johan Cicero av Brandenburg (1486-99)
- Joakim I av Brandenburg (1499-1535)
- Joakim II av Brandenburg (1535-71)
- Johan Georg av Brandenburg (1571-98)
- Joakim Fredrik av Brandenburg (1598-1608)
- Johan Sigismund av Brandenburg (1608-19)
- Georg Vilhelm av Brandenburg (1619-40)
- Fredrik Vilhelm av Brandenburg (1640-88), "den store kurfursten"
- Fredrik III av Brandenburg (1688-1701), krönt som kung Fredrik I av Preussen 1701.

Från 1701 till 1806, då tysk-romerska riket upplöstes, bars kurfurstetiteln av kungarna av Preussen (se nedan).

### Markgrevar av Brandenburg-Küstrin (Kostrzyn nad Odrą)
Brandenburg-Küstrin avdelades från Brandenburg vid Joakim I:s död 1535 men återgick till kurfurstendömet 1571 då Johan av Brandenburg-Küstrin saknade söner.
- Johan av Brandenburg-Küstrin (1535-1571), yngre son till kurfurst Joakim I av Brandenburg.

### Markgrevar av Brandenburg-Schwedt
Markgrevarna av Brandenburg-Schwedt härstammade från kurfurst Fredrik Vilhelms andra äktenskap med Sofia Dorotea av Holstein. Hon lät sina personliga egendomar gå i arv till sina ättlingar.
- Filip Vilhelm av Brandenburg-Schwedt (1688-1711), yngre son till kurfurst Fredrik Vilhelm av Brandenburg
- Albrekt Fredrik av Brandenburg-Schwedt (1711-31)
- Fredrik Vilhelm av Brandenburg-Schwedt (1731-71)
- Henri Fredrik av Brandenburg-Schwedt (1771-88)

### Hertigar av Preussen
Hertigdömet Preussen uppkom då Tyska ordens stormästare Albrekt av Brandenburg-Ansbach sekulariserade ordensstaten och omvandlade den till ett ärftligt hertigdöme 1525, som hertig Albrekt av Preussen.
- Albrekt av Preussen (1525-1568), son till Fredrik II av Brandenburg-Ansbach
- Albrekt Fredrik av Preussen (1568-1618). Förklarad sinnesoförmögen. I hans namn regerade hans släktingar:
  - Markgreve Georg Fredrik av Brandenburg-Ansbach (1577-1603)
  - Kurfurst Joakim Fredrik av Brandenburg (1603-1608)
  - Kurfurst Johan Sigismund av Brandenburg, (1608-1618), medregerande hertig från 1612

För perioden mellan 1618 och 1701, se kurfurstar av Brandenburg. Efter Albrekt Fredriks död blev Johan Sigismund ensam hertig varefter den preussiska hertigtiteln var förenad med kurfurstetiteln av Brandenburg i personalunion till 1701, då Preussen blev kungadöme.

### Kungar av Preussen
Hertigdömet Preussen uppgick i det nybildade kungadömet Preussen 1701. Fram till Tysk-romerska rikets upplösning 1806 var kungarna av Preussen även kurfurstar av Brandenburg.
- Fredrik I av Preussen (1701-13), även kurfurste av Brandenburg
- Fredrik Vilhelm I av Preussen (1713-40)
- Fredrik II av Preussen (1740-86), "Fredrik den store"
- Fredrik Vilhelm II av Preussen (1796-97), brorson till Fredrik II
- Fredrik Vilhelm III av Preussen (1797-1840)
- Fredrik Vilhelm IV av Preussen (1840-61), äldre son till Fredrik Vilhelm III
- Vilhelm I av Preussen (1861-71) blev tysk kejsare som Vilhelm I av Tyskland (1871-88), yngre son till Fredrik Vilhelm III

Från 1871 till 1918 var de tyska kejsarna samtidigt kungar av Preussen.

### Tyska kejsare och kungar av Preussen
- Vilhelm I, tysk kejsare (1871-88)
- Fredrik III, tysk kejsare (1888), regerade endast i 99 dagar
- Vilhelm II av Tyskland (1888-1918)

### Huvudmän för den preussiska linjen och tronpretendenter sedan 1918
- Wilhelm (tysk kronprins) (avstod sina tronanspråk 1918; huvudman för ätten 1941-1951), son till Vilhelm II av Tyskland
- Wilhelm av Preussen (den föregåendes son; tronpretendent 1918-33, död 1940)
- Louis Ferdinand av Preussen (den föregåendes bror; tronpretendent 1933-94, huvudman före ätten 1951-1994)
- Georg Friedrich av Preussen (1994-   )

## Kungar av Rumänien
- Carol I av Rumänien (1881-1914), son till furst Karl Anton av Hohenzollern-Sigmaringen
- Ferdinand I av Rumänien (1914-27)
- Carol II av Rumänien (1930-40)
- Mikael I av Rumänien (1927-30) och (1940-47)